# Ana Briones Alonso
Ana María Briones Alonso ( Madrid, 1972) es una científica española especializada en el campo de la medicina, en concreto investiga las causas y mecanismos implicados en las enfermedades cardiovasculares e hipertensión arterial.

## Carrera profesional
Ana Briones desarrolla su investigación en el departamento de Farmacología y Terapéutica de la facultada de Medicina de la Universidad Autónoma de Madrid, donde realiza también análisis de los medicamentos que actualmente se usan en tratamiento para poder valorar su eficiencia, al tiempo que experimenta con otros posibles fármacos que puedan ser de uso común más adelante.
Forma parte del grupo de investigación dirigido por la doctora Mercedes Salaices, catedrática del Departamento de Farmacología de la Universidad Autónoma de Madrid y directora del Grupo de Investigación “Fisiología y Farmacología Vascular” del IdiPAZ, así como Académica Correspondiente de la Real Academia Nacional de Farmacia (RANF), constituido por investigadores ubicados en la Facultad de Medicina de la Universidad Autónoma de Madrid, en el Hospital Universitario La Paz y en la Facultad de Ciencias de la Salud de la Universidad Rey Juan Carlos, así como por colaboradores de la Red de Investigación Cardiovascular (RIC) y de otros centros de investigación tanto nacionales como extranjeros. El grupo investiga fundamentalmente:
- Estrés oxidativo, productos derivados de la COX y su interrelación en el estudio de la función y remodelado vasculares. Cambios en patologías cardiovasculares
- Tejido adiposo y alteraciones vasculares en patologías cardiovasculares.

En noviembre de 2010 fue galardonada, junto a cuatro científicas más (Isabel Lastres Becker, Elena Ramírez Parra, Mercedes Vila y Mª Antonia Herrero ), con el Premio L’oreal – UNESCO “Por las mujeres en la Ciencia”, con una dotación de 15000€ con la que se quiere premiar la labor de investigación que realizan mujeres de menos de 40 años para apoyar el papel de la mujer en la ciencia, reconocerlo y ayudar a la conciliación de la vida laboral y familiar.